# José Valverde Serrano
José Valverde Serrano (Argamasilla de Alba, Ciudad Real, 17 de abril de 1957) es un político socialista español, exdelegado de la Junta de Comunidades de Castilla-La Mancha (JCCM) en Ciudad Real.

## Inicios
Nacido en el seno de una familia humilde, su padre era el encargado de repartir el pan por la localidad. Al cumplir los diez años marchó a estudiar al Seminario de Ciudad Real, donde estudió hasta el bachillerato.
Al cumplir los diecisiete años, dejó los estudios en el seminario y junto a sus padres emigró a Valencia. En la Universidad de Valencia, cursó la licenciatura de Filosofía al mismo tiempo que hacía también Pedagogía y Psicología. 
Influenciado por sus inicios en el Seminario y a la doctrina social de la Iglesia, sobre todo por la teología de la liberación, mientras estudiaba, fue educador en la Universidad Laboral de Cheste con el objetivo de facilitar el acceso a la educación a los que menos recursos tenían.

## Trayectoria Profesional
En el mes de septiembre del año 1980 ocupó una plaza de profesor en el Instituto Francisco de Quevedo de Villanueva de los Infantes, Ciudad Real. Al final de ese curso aprobó las oposiciones, y hasta el año 1990 estuvo ejerciendo las labores docentes.
José Valverde Serrano es miembro de CCOO y ocupó puestos de responsabilidad en dicho sindicato. Desde 1990 es miembro de la Federación de Enseñanza de CCOO, donde desempeñó los cargos de secretario provincial de Ciudad Real, y, posteriormente, secretario general de Castilla-La Mancha. También representó al sindicato CCOO en el Consejo General de la Formación Profesional de España.

## Trayectoria Política
Posteriormente, en julio de 1990 fue nombrado consejero de Educación de la Junta de Comunidades de Castilla-La Mancha donde ha ocupado puestos de responsabilidad, como la gestión de las transferencias de educación al gobierno castellano manchego, hasta ocupar, en su último cargo junto a José María Barreda, la consejería de Presidencia del gobierno regional.
Desde el 26 de mayo de 2010 es delegado de la Junta de Comunidades de Castilla-La Mancha en Ciudad Real.
Desde el 26 de enero de 2011 es Candidato del PSOE a la alcaldía de Ciudad Real.